# Exodeconus flavus
Exodeconus flavus là loài thực vật có hoa trong họ Cà. Loài này được (I.M.Johnst.) Axelius & D'Arcy mô tả khoa học đầu tiên năm 1993.